# Sarah McTernan
Sarah McTernan (Scarriff, 1994. március 11. –) ír énekesnő, aki 2019-ben képviseli Írországot a 2019-es Eurovíziós Dalfesztiválon Tel-Avivban a 22 című dallal.

## Élete
A limericki egyetemen tanult.
2014. novemberben az első fellépése volt a The Voice of Ireland műsorban és 2015. április 26-an elérte a harmadik helyet.

## Diszkográfia

### Kislemezek
- 2016 – Eye of the Storm
- 2019 – 22

## Fordítás
- Ez a szócikk részben vagy egészben  a   Sarah McTernan című német Wikipédia-szócikk fordításán alapul.  Az eredeti cikk szerkesztőit annak laptörténete sorolja fel. Ez a jelzés csupán a megfogalmazás eredetét és a szerzői jogokat jelzi, nem szolgál a cikkben szereplő információk forrásmegjelöléseként.